# نووعثمانوو (شهرستان چیشمینسکی، باشقیرستان)
نووعثمانوو (انگلیسی: Novousmanovo, Chishminsky District, Republic of Bashkortostan) یک شهرک در شهرستان چیشمینسکی در استان باشقیرستان کشور روسیه است.